# Zeankivți, Nemîriv
Zeankivți (în ucraineană Зяньківці) este localitatea de reședință a comunei Zeankivți din raionul Nemîriv, regiunea Vinnița, Ucraina.

## Demografie
Componența lingvistică a localității Zeankivți
     Ucraineană (96,11%)
     Română (1,8%)
     Rusă (1,5%)
     Alte limbi (0,3%)
Conform recensământului din 2001, majoritatea populației localității Zeankivți era vorbitoare de ucraineană (96,11%), existând în minoritate și vorbitori de română (1,8%) și rusă (1,5%).